# Ramón Buxarrais Ventura
Ramón Buxarrais Ventura (ur. 12 grudnia 1929 w Santa Perpetua de Moguda) – hiszpański duchowny rzymskokatolicki, w latach 1973-1991 biskup Malagi.

## Życiorys
Święcenia kapłańskie przyjął 17 grudnia 1955. 16 sierpnia 1971 został mianowany biskupem Zamory. Sakrę biskupią otrzymał 3 października 1971. 13 kwietnia 1973 objął rządy w diecezji Malaga. 11 września 1991 zrezygnował z urzędu.